# گوستاو لهنر
گوستاو لهنر (کرواتی: Gustav Lechner; ۱۷ فوریهٔ ۱۹۱۳ – ۵ فوریهٔ ۱۹۸۷) بازیکن فوتبال اهل جمهوری فدرال سوسیالیستی یوگسلاوی بود.
از باشگاه‌هایی که در آن بازی کرده‌است می‌توان به باشگاه فوتبال اوسیک، باشگاه فوتبال گراجانسکی زاگرب، و باشگاه فوتبال بئوگراد اشاره کرد.
وی همچنین در تیم‌های ملی فوتبال یوگسلاوی و کرواسی بازی کرده‌است.